# Natascha Börger
Natascha Börger  (n. 2 ianuarie 1981, Caracas, Venezuela) este un fotomodel german care a câștigat mai multe titluri la diferite concursuri de frumusețe.

## Carieră
La data de 10 ianuarie 2002, ca studentă de 20 de ani, este aleasă Miss Hamburg urmat de titlul Miss Germania. Natascha, care are tată german, este născută în Venezuela, aici ea a câștigat în anul 2000 titlul Miss Venezuela.

## Succese internaționale
| Data           | Concursul              | Locul                 | Clasament           |
| Mai 2002       | Miss Universe          | San Juan, Puerto Rico | Semifinală          |
| Iunie 2002     | Miss Intercontinental  | Fürth, Germania       | Locul 3             |
| August 2002    | Top Model of the World | Aachen, Germania      | Locul 1             |
| Octombrie 2002 | Miss Baltic Sea 2003   | Helsinki, Finlanda    | Locul 1             |
| decembrie 2002 | Miss Europe            | Beirut, Liban         | Locul 2             |
| Octombrie 2004 | Miss International     | Peking, China         | Top 15 (Semifinală) |

După încheierea carierei internaționale de fotomodel, și-a continuat studiile la universitatea Universität Hamburg, pozând numai ocazional ca fotomodel.
În anul 2005 s-a căsătorit cu sportivul de fotbal american Gabriel Crecion, cu care locuiește în Los Angeles.